# Beli Potok pri Lembergu
Beli Potok pri Lembergu este o localitate din comuna Šmarje pri Jelšah, Slovenia, cu o populație de 44 de locuitori.